# Hipólita

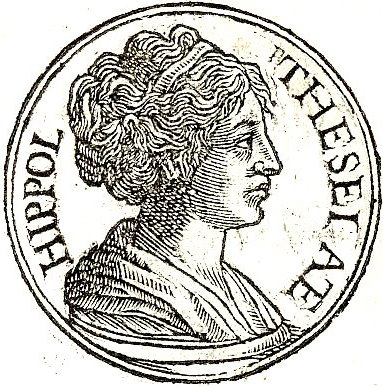
Hipólita do "Promptuarii Iconum Insigniorum "

Hipólita é uma personagem da mitologia grega, rainha das amazonas, filha de Ares e da rainha Otrera e irmã de Pentesileia, Melanipe e Antíope. É conhecida por possuir um cinturão mágico, cuja obtenção foi o nono dos Doze Trabalhos de Hércules. É uma das mais famosas rainhas amazonas, tendo aparecido em obras de arte, na literatura e no cinema, uma mulher ousada.

## O cinturão de Hipólita
Pouco se sabe sobre Hipólita antes de seu confronto com Hércules. Sabe-se que recebeu de seu pai, o deus da guerra Ares, um cinturão mágico como símbolo de seu poder e autoridade sobre as amazonas. O nono trabalho de Hércules era obter o cinturão de Hipólita e entregá-lo para Admeta, filha do rei Euristeu e sacerdotisa de Hera. Para isto, ele navegou, acompanhado de Teseu e suas tropas, até o Ponto Euxino, na cidade de Temiscira, na foz do rio Termodonte, onde ficava o palácio das amazonas.
Há várias versões sobre como Hércules cumpriu sua tarefa. Algumas dizem que Hipólita ficou impressionada com o herói ao conhecê-lo  e lhe deu o cinto por vontade própria. Outras dizem que Hércules (nome romano de Héracles) raptou Melanipe, uma das irmãs de Hipólita, e exigiu o cinturão como preço do resgate. De acordo com Diodoro Sículo, Hércules exigiu que lhe entregassem o cinturão, mas como as amazonas o ignoraram, ele iniciou uma guerra contra elas. Na luta, Héracles matou Aella, Phillipis, Prothôe, Celeno, Euríbia e Febe, as três últimas companheiras de caça de Ártemis, Dejanira, Astéria, Marpê e Tecmessa Alcipe. Finalmente a comandante das amazonas, Melanipe, foi derrotada. Das cativas, Antíope foi dada de presente a Teseu, e Melanipe foi libertada, em troca do cinturão como preço do seu resgate.

## Confronto com os gregos
Segundo o Pseudo-Apolodoro, Hera se disfarçou de amazona e espalhou um boato entre as guerreiras de que Héracles fora até elas para aprisionar sua rainha. Elas, então atacaram as tropas de Hércules. Ele, então, derrotou-as, obteve o cinturão e partiu. Segundo Higino, Hipólita foi morta nesta batalha.
Muitas versões dizem que as amazonas resolveram se vingar dos gregos pelo que Héracles havia feito, e em particular os atenienses, porque Teseu havia levado como cativa Antíope, a líder das amazonas ou, segundo outras versões, Hipólita.  Os citas se uniram às amazonas, atravessaram o bósforo cimério, a Trácia e chegaram à Ática. Segundo Pausânias, a líder da expedição era Hipólita. Teseu chegou para a luta, trazendo Antíope, com quem ele havia tido um filho, Hipólito. Esta ficou do lado de seu marido Teseu, e morreu lutando heroicamente. Teseu lutou contra as amazonas e as derrotou.
Segundo alguns autores, a luta ocorreu durante a festa de casamento entre Teseu e Antíope, sendo esta, a primeira amazona conhecida a se casar. Todos concordam que as amazonas foram derrotadas, porém, segundo alguns, Antíope sobreviveu e continuou casada com Teseu até ser abandonada por este ou morrer durante o parto. Sobre Hipólita, alguns autores dizem que Teseu a matou na batalha, outros, que a rainha foi morta acidentalmente por sua irmã Pentesileia ou por outra amazona. Entretanto, ambas as versões discordam do Pseudo-Apolodo, que diz que Hipólia sobreviveu e continuou sendo rainha das amazonas, até ser morta (também acidentalmente) por sua irmã Pentesileia, que a sucedeu ao trono amazônico.

## Hipólita na cultura popular
Hipólita tem aparecido em muitas obras de arte, na literatura, no teatro e no cinema. A luta das amazonas contra Héracles e a Guerra Ática foram temas de muitas pinturas na arte grega, chegando esta a ser retratada no Mausoléu de Halicarnasso.
Hipólita aparece em duas obras de William Shakespare, Sonho de Uma Noite de Verão, em que está prometida em casamento a Teseu, e Os Dois Nobres Parentes. A ópera Ercole su'l Termodonte, de Antonio Vivaldi, retrata o encontro dos heróis Hércules e Teseu com as amazonas, apesar de ser muito diferente do mito original, pois nesta história, Hipólita não é rainha e sim, sua irmã Antíope; Hércules não vai até as amazonas em busca de um cinturão e sim, das armas de Antíope, e ao final, Teseu se casa com Hipólita.
Nas histórias em quadrinhos da DC Comics e na série de televião Wonder Woman, de 1976, Hipólita é rainha da Ilha Paraíso, habitada pelas amazonas, e mãe de Diana Prince, esta, transformando-se, mais tarde, na Mulher Maravilha.
No filme para televisão Hércules e as Amazonas, de 1994, Hércules (interpretado por Kevin Sorbo) e seu melhor amigo Iolaus, partem em missão para ajudar uma vila, cujos habitantes dizem estar sendo atacados por monstros. Ao adentrarem na floresta, descobrem que as "criaturas bestiais" são, na verdade, mulheres guerreiras, que moram perto da vila e não aceitam a presença masculina. Elas são comandadas pela rainha Hipólita, que obedece às ordens de Hera, inimiga de Hércules. Neste filme, Hércules e Hipólita se apaixonam, mas não ficam juntos.